# Gundaraj
Gundaraj  ist ein Bollywoodfilm aus dem Jahr 1995. Die Hauptrollen werden von Ajay Devgan und seiner jetzigen Ehefrau Kajol gespielt. An den Kinokassen hatte der Film nur mäßigen Erfolg, dennoch listet er sich auf Rang 13 der erfolgreichsten Filme aus dem Jahr 1995.

## Handlung
Ajay ist ein junger verantwortungsvoller Mann, der sich stets um seine Familie kümmert. Als er endlich einen Job findet, scheint ihm das Leben keine Steine in den Weg zu legen. Doch da passiert das Unerwartete: Im Tempel meint eine Frau, ihn als Vergewaltiger zu erkennen und sofort wird Ajay von der Polizei verhaftet. Obwohl er auf der Wache von der Polizei misshandelt und gefoltert wird, gibt Ajay kein Geständnis ab. Das Gericht hält ihn für schuldig, drei Frauen vergewaltigt zu haben. Das Urteil lautet sieben Jahre Haft, von denen er allerdings nur vier Jahre absitzen muss.
Nach seiner Freilassung erfährt Ajay von den Selbstmordtaten seines Vaters und seiner Freundin Pooja. Seine Schwester ist wahnsinnig geworden und ist in einer psychiatrischen Anstalt untergebracht. Die Mutter lebt einsam und verarmt in einem heruntergekommenen Haus.
Ajay ist am Boden zerstört. Von der Gesellschaft wird er verachtet und der Vater eines Vergewaltigungsopfers, ein Inspektor, will ihn wieder hinter Gitter bringen. Einzig die Journalistin Ritu und sein Freund Gopal wollen ihm helfen, die wahren Vergewaltiger zu finden und sich an ihnen zu rächen.
Nach einiger Recherche stellt sich heraus, dass Raj Bahadur, ein Politiker, mit seinen Leuten hinter diesen Schandtaten steckt. Trotz einiger Turbulenzen können sie sich schließlich an den wahren Vergewaltigern rächen.

## Musik
| Songtitel     | Sänger/in                       |
| ------------- | ------------------------------- |
| Mujhe Tum Se  | Kumar Sanu, Sadhana Sargam      |
| Bad Boys      | Alisha Chinoy, Bali Brahmabhatt |
| Ek Nigah Mein | Kumar Sanu, Alisha Chinoy       |
| I Love You    | Kumar Sanu, Alisha Chinoy       |
| Chamke Dhup   | Kumar Sanu, Alka Yagnik         |

## Kritik
„[…]"Gundaraj" ist aber nicht nur inhaltlich fragwürdig, er ist auch inszenatorisch ziemlich schlapp. Die vielen Leiden, die Ajay erdulden muss, sind schlampig aneinandergereiht. Gespielt ist er okay und die Songs sind höchstens Mittelmass. […] Ajay und die unterforderte Kajol sind gut, Amrish Puri und die Nebenakteure sind auch nicht übel […]. Definitiv ein früher Tiefpunkt in der Karriere der beiden mittlerweile miteinander verheirateten Hauptdarsteller.“